# Ploufragan
 Ploufragan  (también en bretón) es una población y comuna francesa, situada en la región de Bretaña, departamento de Costas de Armor, en el distrito de Saint-Brieuc y cantón de Ploufragan.

## Demografía
| 4022 | 5109 | 8395 | 10 289 | 10 583 | 10 579 | 11 346 |
| Para los censos de 1962 a 1999 la población legal corresponde a la población sin duplicidades (Fuente: INSEE [Consultar]) |      |      |        |        |        |        |